# 非洲国际主义共产主义工人联盟
非洲国际主义共产主义工人联盟（法語：Union africaine des travailleurs communistes internationalistes），官方网站译作非洲共产国际主义劳动者联盟，是科特迪瓦的一个托洛茨基主义组织，在移民法国的非洲人中也建有组织。该组织的意识形态是共产主义、马克思主义、列宁主义、托洛茨基主义、女性主义。该组织的政治立场是极左翼。该组织出版两份刊物，都命名为《权力属于工人》，一份在法国出版，一份在科特迪瓦出版。该组织是国际共产主义联盟的附属组织。